# Джентри (окръг, Мисури)
Окръг Джентри (на английски: Gentry County) е окръг в щата Мисури, Съединени американски щати. Площта му е 1274 km², а населението - 6861 души (2000). Административен център е град Олбани.